# Muramasa Sengo

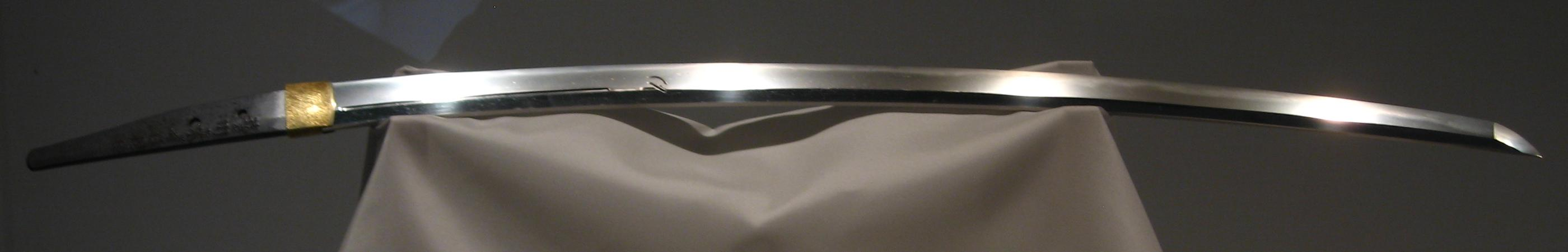
Zwaard gemaakt door Muramasa, 16e eeuw

Muramasa Sengo (Japans: 千子 村正, Sengo Muramasa) was een Japanse zwaardmaker uit de Muromachiperiode. Hij stichtte de Muramasaschool.
Volgens de Japanologen Oscar Ratti en Adele Westbrook was Muramasa de meest bedreven smid van Japan, maar had hij een gewelddadige en zieke geest die op het randje van waanzinnigheid balanceerde.

## Geschiedenis

### Muramasa Sengo
Omdat er gelijkenissen zijn tussen de stijl van Muramasa en die van Heianjo Nagayoshi, een prominente zwaardsmid uit Kyōto die befaamd was om zijn speren en gravures, worden ze vaak aan elkaar gelinkt. Andere legendes vertellen dat hij een student was van Date Masamune, maar dat is onmogelijk, want Muramasa werd veel later geboren dan Masamune.

### School
De school voor zwaardsmeden in de Ise provincie was beroemd om de scherpheid van de lemmeten. Het allereerste erkende werk van de school dateert uit 1501 en de Muramasaschool bleef tot het einde van de 16de eeuw bestaan.

### Muramasa's staal
De zwaarden van Muramasa werden minder geliefd bij de Japanse overheid toen Tokugawa Ieyasu shogun werd en in 1603 het Tokugawa-shogunaat vestigde. Men vermoedt dat Ieyasu veel vrienden en familieleden had verloren aan Muramasa's staal en dat hij zichzelf eens lelijk had verwond aan een Muramasalemmet, waardoor hij zijn samurai verbood om zwaarden te dragen die gemaakt waren door Muramasa. Dit droeg nog meer bij tot de Muramasalegende en leidde tot vele toneelstukken en drama's in de Japanse literatuur, waarbij de lemmeten een belangrijke rol speelden. Omwille van hun negatieve reputatie werden bij veel van de Muramasazwaarden één karakter veranderd of zelfs verwijderd. Deze praktijk wordt Kaisan (改竄) genoemd. Er werden geregeld vervalsingen gemaakt, omdat de tegenstanders van het Tokugawa-shogunaat vaak Muramasa-zwaarden wilden bemachtigen.
Een kenmerk van het werk van Muramasa was dat hij gebruikmaakte van een dubbele hamon, een visueel effect dat tijdens het zwaardsmeden gebeurt, een soort lijn aan de rand van het zwaard. Concreet betekent dit dat er aan de andere kant van de schede een kopie van de hamon staat. Een ander kenmerk is dat hij de Tanagabata-stijl hanteert. Tanagabata refereert aan de buik van een vis. Dit kenmerk komt overeen met de zwaarden van Heianjo Nagayoshi en de Shitahara-school in de Muromachi-periode (1337-1573).

## Vergelijking met Masamune
De zwaarden van Muramasa worden vaak in contrast gebracht met die van Masamune. Masamune wordt vaak beschreven als de mentor of meester van Muramasa, maar sinds de datering van Masamune's creaties is bekend dat hij werkte rond de 14de eeuw, wat veel te vroeg is om Muramasa's meester te zijn geweest. In legenden en fantasieën worden Masamune's zwaarden gezien als een symbool van een eeuwige innerlijke vrede en een kalme krijger, terwijl de zwaarden van Muramasa beschreven worden als kwaadaardig en moordlustig.

### De legendes van Muramasa en Masamune
De legende vertelt over een test, waarbij Muramasa zijn meester Masamune uitdaagde om te zien wie een beter zwaard kon smeden. Beiden werkten ijverig dag en nacht door tot beide zwaarden gesmeed en verfijnd waren en ze op de proef gesteld konden worden. De competitie hield in dat beiden hun eigen zwaard in een kleine beek moesten spiesen, met hun blad ingedompeld en hun snijkant in de richting van de bron.
Muramasa's zwaard, de Juuchi Yosamu (10.000 Koude Nachten 千夜寒) doorkliefde alles dat zijn pad doorkruiste; vissen, bladeren die op de stroming zich een weg naar beneden baanden op de toppen van het water, zelfs de lucht en wind die zich bij het lemmet durfden wagen.
Onder de indruk door het werk van zijn leerling, liet Masamune zijn zwaard, de Yawarakai-Te (Tedere Handen 柔らかい手) te water, en wachtte geduldig. Geen enkel blad werd gesneden, de vissen zwommen er sierlijk rond en de wind siste wanneer het tegen het lemmet blies. Na een tijdje begon Muramasa op te scheppen tegenover zijn meester die volgens hem duidelijk een tekort aan vaardigheid bezat in het zwaardsmeden. Glimlachend nam Masamune zijn zwaard uit de beek, droogde het af en borg die op in zijn schede. Doorgaans zat Muramasa hem te hekelen doordat zijn zwaard geen enkel element kon snijden. Een monnik, die de hele situatie stilletjes had waargenomen, begon zich in de richting van de zwaardsmeden te begeven en boog diep voor de twee zwaardmeesters en begon uit te leggen wat hij gezien had: "Het eerste zwaard was in alle zinnen van het woord een goed zwaard, maar het was ook een bloeddorstig en kwaadaardig lemmet. Omdat het geen onderscheid maakt in wie of wat het zal snijden. Het zou evengoed vlinders kunnen neermaaien, als het zou kunnen onthoofden. Het tweede was verre weg het betere zwaard van de twee, aangezien het niet onnodig de onschuldigen en de degenen die het niet verdienden, neermaaide."

### Alternatieven
In een andere samenstelling van het verhaal sneden beide zwaarden de bladeren door met gelijke eenvoud, maar de bladeren zouden blijven plakken aan het zwaard van Muramasa in tegenstelling tot die bij het zwaard van Masamune. In nog een ander verhaal sneden beide zwaarden de bladeren, maar degene die gesneden werden door het lemmet van Masamune kwamen verderop in de stroming samen en werden opnieuw een. Nog een andere versie is dat de bladeren door Muramasa's lemmet gesneden werden, terwijl de bladeren bij Masamunes lemmet er vanaf kaatsten. Weer een ander verhaal is dat de bladeren gespleten werden door Muramasa's zwaard en genezen werden door Masamune's zwaard. In nog een andere versie worden Muramasa en Masamune opgeroepen om zwaarden te maken voor de shogun of keizer en dat de afgewerkte zwaarden in een waterval gehouden werden. Het resultaat is hetzelfde als in de andere verhalen en Masamune's zwaarden worden als heilige zwaarden beschouwd.